# Wola Brwileńska
Wola Brwileńska – wieś sołecka w Polsce położona w województwie mazowieckim, w powiecie płockim, w gminie Nowy Duninów.
W latach 1975–1998 miejscowość administracyjnie należała do województwa płockiego.
W przeszłości wieś nazywana była także Brwilską Wólką.